# 第26回クリティクス・チョイス・アワード
第26回クリティクス・チョイス・アワードは、クリティクス・チョイス・アソシエーションによって2020年の映画を対象に贈られる賞。
授賞式は2021年3月7日にサンタモニカ空港内のバーカー・ハンガーで行われ、その模様はCWテレビジョンネットワークで放送された。  

## 受賞とノミネート
| 作品賞 - 『ノマドランド』 - 『ザ・ファイブ・ブラッズ』 - 『マ・レイニーのブラックボトム』 - 『Mank/マンク』 - 『ミナリ』 - 『この茫漠たる荒野で』 - 『あの夜、マイアミで』 - 『プロミシング・ヤング・ウーマン』 - 『サウンド・オブ・メタル 〜聞こえるということ〜』 - 『シカゴ7裁判』 | 監督賞 - クロエ・ジャオ – 『ノマドランド』 - リー・アイザック・チョン – 『ミナリ』 - エメラルド・フェネル – 『プロミシング・ヤング・ウーマン』 - デヴィッド・フィンチャー – 『Mank/マンク』 - レジーナ・キング – 『あの夜、マイアミで』 - スパイク・リー – 『ザ・ファイブ・ブラッズ』 - アーロン・ソーキン – 『シカゴ7裁判』                                                              |
| 主演男優賞 - チャドウィック・ボーズマン – 『マ・レイニーのブラックボトム』 - ベン・アフレック – 『ザ・ウェイバック』 - リズ・アーメッド – 『サウンド・オブ・メタル 〜聞こえるということ〜』 - トム・ハンクス – 『この茫漠たる荒野で』 - アンソニー・ホプキンス – 『ファーザー』 - デルロイ・リンドー – 『ザ・ファイブ・ブラッズ』 - ゲイリー・オールドマン – 『Mank/マンク』 - スティーヴン・ユァン – 『ミナリ』 | 主演女優賞 - キャリー・マリガン – 『プロミシング・ヤング・ウーマン』 - ヴィオラ・デイヴィス – 『マ・レイニーのブラックボトム』 - アンドラ・デイ – 『ザ・ユナイテッド・ステイツ vs. ビリー・ホリデイ』 - シドニー・フラニガン – 『17歳の瞳に映る世界』 - ヴァネッサ・カービー – 『私というパズル』 - フランシス・マクドーマンド – 『ノマドランド』 - ゼンデイヤ – 『マルコム&マリー』      |
| 助演男優賞 - ダニエル・カルーヤ - 『ユダ&ブラック・メシア 裏切りの代償』 - サシャ・バロン・コーエン - 『シカゴ7裁判』 - チャドウィック・ボーズマン - 『ザ・ファイブ・ブラッズ』 - ビル・マーレイ - 『オン・ザ・ロック』 - レスリー・オドム・Jr - 『あの夜、マイアミで』 - ポール・レイシー - 『サウンド・オブ・メタル 〜聞こえるということ〜』                                                                   | 助演女優賞 - マリア・バカローヴァ - 『続・ボラット 栄光ナル国家だったカザフスタンのためのアメリカ貢ぎ物計画』 - エレン・バースティン - 『私というパズル』 - グレン・クローズ - 『ヒルビリー・エレジー 郷愁の哀歌』 - オリヴィア・コールマン - 『ファーザー』 - アマンダ・サイフリッド - 『Mank/マンク』 - ユン・ヨジョン - 『ミナリ』                                                     |
| 新人俳優賞 - アラン・キム – 『ミナリ』 - ライダー・アレン – 『パーマー』 - Ibrahima Gueye – 『The Life Ahead』 - タリア・ライダー - 『17歳の瞳に映る世界』 - Caoilinn Springall - 『ミッドナイト・スカイ』 - ヘレナ・ゼンゲル – 『この茫漠たる荒野で』 | アンサンブル演技賞 - 『シカゴ7裁判』 - 『ザ・ファイブ・ブラッズ』 - 『ユダ&ブラック・メシア 裏切りの代償』 - 『マ・レイニーのブラックボトム』 - 『ミナリ』 - 『あの夜、マイアミで』 |
| 脚本賞 - エメラルド・フェネル – 『プロミシング・ヤング・ウーマン』 - リー・アイザック・チョン – 『ミナリ』 - ジャック・フィンチャー – 『Mank/マンク』 - エリザ・ヒットマン – 『17歳の瞳に映る世界』 - ダリウス・マーダー、エイブラハム・マーダー – 『サウンド・オブ・メタル 〜聞こえるということ〜』 - アーロン・ソーキン – 『シカゴ7裁判』                                                                      | 脚色賞 - クロエ・ジャオ – 『ノマドランド』 - ポール・グリーングラス、Luke Davies – 『この茫漠たる荒野で』 - ケンプ・パワーズ – 『あの夜、マイアミで』 - ジョナサン・レイモンド、ケリー・ライカート – 『ファースト・カウ』 - ルーベン・サンチャゴ＝ハドソン – 『マ・レイニーのブラックボトム』 - フローリアン・ゼレール、クリストファー・ハンプトン – 『ファーザー』                       |
| 撮影賞 - Joshua James Richards – 『ノマドランド』 - クリストファー・ブローヴェルト – 『ファースト・カウ』 - エリック・メッサーシュミット – 『Mank/マンク』 - ラクラン・ミルン – 『ミナリ』 - ニュートン・トーマス・サイジェル – 『ザ・ファイブ・ブラッズ』 - ホイテ・ヴァン・ホイテマ – 『TENET テネット』 - ダリウス・ウォルスキー – 『この茫漠たる荒野で』                                                     | 美術賞 - ドナルド・グラハム・バート、Jan Pascale – 『Mank/マンク』 - クリスティーナ・カサリ、Charlotte Dirickx – 『どん底作家の人生に幸あれ!』 - David Crank、Elizabeth Keenan – 『この茫漠たる荒野で』 - ネイサン・クロウリー、Kathy Lucas – 『TENET テネット』 - Stella Fox、Kave Quinn – 『EMMA エマ』 - Karen O'Hara、Mark Ricker、Diana Stoughton – 『マ・レイニーのブラックボトム』 |
| 編集賞 - アラン・ボームガーテン – 『シカゴ7裁判』 - ミッケル・E・G・ニルソン – 『サウンド・オブ・メタル 〜聞こえるということ〜』 - カーク・バクスター – 『Mank/マンク』 - ジェニファー・レイム – 『TENET テネット』 - ヨルゴス・ランプリノス – 『ファーザー』 - クロエ・ジャオ – 『ノマドランド』 | 衣装デザイン賞 - アン・ロス – 『マ・レイニーのブラックボトム』 - アレクサンドラ・バーン – 『EMMA エマ』 - Bina Daigeler – 『ムーラン』 - スージー・ハーマン、ロバート・ウォーリー – 『どん底作家の人生に幸あれ!』 - ナンシー・スタイナー – 『プロミシング・ヤング・ウーマン』 - Trish Summerville – 『Mank/マンク』                                                                       |
| メイクアップ&ヘア賞 - 『マ・レイニーのブラックボトム』 - 『EMMA エマ』 - 『ヒルビリー・エレジー 郷愁の哀歌』 - 『Mank/マンク』 - 『プロミシング・ヤング・ウーマン』 - 『ザ・ユナイテッド・ステイツ vs. ビリー・ホリデイ』 | 視覚効果賞 - 『TENET テネット』 - 『グレイハウンド』 - 『透明人間』 - 『Mank/マンク』 - 『ミッドナイト・スカイ』 - 『ムーラン』 - 『ワンダーウーマン 1984』 |
| コメディ映画賞 - 『パーム・スプリングス』 - 『続・ボラット 栄光ナル国家だったカザフスタンのためのアメリカ貢ぎ物計画』 - 『40歳の解釈: ラダの場合』 - 『キング・オブ・スタテンアイランド』 - 『オン・ザ・ロック』 - 『ザ・プロム』 | 作曲賞 - ジョン・バティステ、トレント・レズナー、アッティカス・ロス – 『ソウルフル・ワールド』 - アレクサンドル・デスプラ - 『ミッドナイト・スカイ』 - ルドウィグ・ゴランソン – 『TENET テネット』 - ジェームズ・ニュートン・ハワード – 『この茫漠たる荒野で』 - エミール・モッセリ - 『ミナリ』 - トレント・レズナー、アッティカス・ロス - 『Mank/マンク』                               |
| 歌曲賞 - 「Speak Now」 - 『あの夜、マイアミで』 - 「Everybody Cries」 - 『アウトポスト』 - 「Fight for You」 - 『ユダ&ブラック・メシア 裏切りの代償』 - 「Husavik (My Hometown)」 – 『ユーロビジョン歌合戦 〜ファイア・サーガ物語〜』 - 「Io sì (Seen)」 – The Life Ahead - 「Tigress & Tweed」 – 『ザ・ユナイテッド・ステイツ vs. ビリー・ホリデイ』                                                            | 外国語映画賞 - 『ミナリ』 - 『アナザーラウンド』 - 『コレクティブ 国家の嘘』 - La Llorona - The Life Ahead - 『ふたつの部屋、ふたりの暮らし』 |

## 複数の部門での受賞・ノミネート

### 受賞
| 受賞数 | 映画                               |
| ------ | ---------------------------------- |
| 4      | 『ノマドランド』                   |
| 3      | 『マ・レイニーのブラックボトム』   |
| 2      | 『ミナリ』                         |
| 2      | 『プロミシング・ヤング・ウーマン』 |
| 2      | 『シカゴ7裁判』                    |

### ノミネート
| ノミネート数 | 映画                                                                      |
| ------------ | ------------------------------------------------------------------------- |
| 12           | 『Mank/マンク』                                                           |
| 10           | 『ミナリ』                                                                |
| 8            | 『マ・レイニーのブラックボトム』                                          |
| 7            | 『この茫漠たる荒野で』                                                    |
| 6            | 『ザ・ファイブ・ブラッズ』                                                |
| 6            | 『ノマドランド』                                                          |
| 6            | 『あの夜、マイアミで』                                                    |
| 6            | 『プロミシング・ヤング・ウーマン』                                        |
| 6            | 『シカゴ7裁判』                                                           |
| 5            | 『サウンド・オブ・メタル 〜聞こえるということ〜』                         |
| 5            | 『TENET テネット』                                                        |
| 4            | 『ファーザー』                                                            |
| 3            | 『EMMA エマ』                                                             |
| 3            | 『ユダ&ブラック・メシア 裏切りの代償』                                    |
| 3            | The Life Ahead                                                            |
| 3            | 『ミッドナイト・スカイ』                                                  |
| 3            | 『17歳の瞳に映る世界』                                                    |
| 3            | 『ザ・ユナイテッド・ステイツ vs. ビリー・ホリデイ』                       |
| 2            | 『続・ボラット 栄光ナル国家だったカザフスタンのためのアメリカ貢ぎ物計画』 |
| 2            | 『ファースト・カウ』                                                      |
| 2            | 『ヒルビリー・エレジー 郷愁の哀歌』                                       |
| 2            | 『ムーラン』                                                              |
| 2            | 『オン・ザ・ロック』                                                      |
| 2            | 『どん底作家の人生に幸あれ!』                                             |
| 2            | 『私というパズル』                                                        |